# COS-B

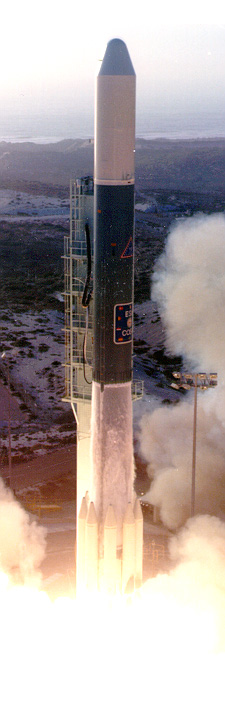
Lançamento do COS-B através de um foguete Delta 2913.

COS-B (acrônimo de Celestial Observation Satellite) foi um observatório espacial da Agência Espacial Europeia (ESA) lançado no dia 9 de agosto de 1975 por um foguete Delta 2913 a partir da Base da Força Aérea de Vandenberg. Inicialmente pretendia-se lançar o satélite por meio de um foguete Europa 2, mas a ideia foi descartada após as diversas falhas técnicas com o mesmo.

## Características
A missão do COS-B consistiu na observação da radiação gama celeste na faixa de energias entre 25 MeV e 1 GeV com o objetivo de estudar os pulsares de raios gama, cartografar a Galaxia em raios gama e fazer um estudo detalhado do pulsar Geminga.
O satélite foi injetado em uma órbita altamente elíptica com um apogeu de 100.000 km e um perigeu de 350 km e uma inclinação orbital de cerca de 90 graus.
O satélite tinha forma cilíndrica, com um diâmetro de 140 cm e uma altura de 121 centímetros. Tendo em conta as quatro antenas que sobressaiam na parte inferior do cilindro, a altura total era de 172,2 cm.
O COS-B obtinha informações sobre a sua orientação a partir de um sensor solar e de um sensor de albedo da Terra. A atitude era controlada através de um sistema de controle que usava gás frio (nitrogênio) como propulsor. O mesmo sistema servia para definir a rotação do satélite a uma velocidade de 10 RPM, acrescentando-se um par de bicos de precessão para definir o momento angular.
O sistema de telemetria usava um transmissor em tempo real de 6,5 watts de potência e com uma taxa de transmissão de dados de 160 ou 320 bps, selecionável. A energia elétrica era proporcionada por 9480 células solares montadas em 12 subpanéis no cilindro do satélite.
A missão foi dada por finalizada em abril de 1982 depois de trabalhar quase o triplo do que o inicialmente estimado (6 anos e 8 meses, frente aos dois anos previstos). O satélite reentrou na atmosfera terrestre em 18 de janeiro de 1986.

## Instrumentos
Como único instrumento, O COM-B levava a bordo um telescópio de raios gama, que funcionou sem problemas durante toda a missão menos problemas pontuais com a câmara de chips e a perda normal de rendimento ao longo do tempo.